# Bitwa pod Jilib
Bitwa pod Jilib – starcie, które miało miejsce pomiędzy oddziałami Unii Trybunałów Islamskich, a wojskami etiopskimi oraz rządu tymczasowego Somalii. Walki wybuchły 31 grudnia 2006 roku, kiedy siły UTI próbowały zapobiec zbliżeniu się wojsk etiopskich do ostatniej twierdzy islamistów, portu Kismayo.

## Geneza konfliktu
Zobacz też artykuł: Upadek Mogadiszu (2006)
Po upadku Mogadiszu, około 3000 bojowników UTI uciekło w kierunku portowego miasta Kismayo, oddalonego o 500 kilometrów. Islamiści okopali się na przedpolach miasta Jilib, jednocześnie około 4,700 osób uciekło z rejonu przyszłych walk.
W sobotę, 30 grudnia, wspólne siły Etiopii oraz rządu tymczasowego osiągnęły miasto Jilib, ostatnią poważną przeszkodę na drodze do Kismayo. Szejk Sharif Sheikh Ahmed wezwał żołnierzy UTI do walki.

## Bitwa
31 grudnia walki rozpoczęły się w lasach niedaleko osady Helashid, 18 km na północny zachód od Jilib. Etiopskie myśliwce, czołgi oraz artyleria rozpoczęły ostrzał pozycji zajmowanych przez bojowników islamskich. Według mieszkańców droga prowadząca do Jilib, została zaminowana przez siły UTI.
Nad ranem, pomiędzy islamskimi bojownikami a wojskami Etiopii, doszło do zaciętych walk na przedmieściach Jilib. Do bitwy włączyły się etiopskie czołgi oraz transportery opancerzone.
Minister spraw zagranicznych Somali, Ismail Mohammed Hurreh Buba stwierdził, że walki toczą się po myśli rządu i że bitwa może potrwać jeszcze dwa dni.
Zaapelował do sił międzynarodowych o obserwowanie wybrzeża Somali, aby nie dopuścić do wsparcia sił islamistów droga morską.
Cześć V Floty Stanów Zjednoczonych, stacjonująca w Zatoce Adeńskiej, patrolowała wybrzeże, aby powstrzymać transport osób, broni i innych materiałów mogących wesprzeć wojska islamistów.

Kierunek wycofywania się sił UTI po upadku Mogadiszu

Po zmierzchu ostrzał artyleryjski ostatecznie zmusił siły UTI do opuszczenia linii obronnych. W wyniku nieporozumień pomiędzy liderami, wojska rozpadły się na kilka mniejszych grup i uciekły w kierunku portu Kismayo. O północy UTI zostaje ostatecznie wyparta z miasta.
O drugiej nad ranem nastąpił upadek Kismayo, pozostałości wojsk UTI skierowały się w kierunku miasta Ras Kamboni, jak i granicy z Kenią
Tymczasowy Rząd Federalny, zażądał, aby Kenia uszczelniła granicę z Somalią.

## Konsekwencje
Pozostałości wojsk UTI wycofały się kierunku granicy z Kenią. Siły TRF przesuwały się powoli w kierunku Kismayo, aby uniknąć min umieszczonych na drodze z Jilib. 1 stycznia 2007 roku Kismayo zostało zdobyte bez walki.
Następnie siły TRF starały się zabezpieczyć granice z Kenią, w prowincjach Afmadow i Badhadhe. Etiopskie samoloty i śmigłowce zaatakowały miejscowość Doble, niedaleko od granicy Kenią. Bombardowanie zostało prawdopodobnie przeprowadzone, aby przeszkodzić islamistom w próbie przekroczenia granicy. W dniu 4 stycznia, raporty wojsk etiopskich doniosły o rozproszeniu się żołnierzy UTI w prowincjach Afmadow i Badade, jak i o skoncentrowaniu się części wojsk w pobliżu miejscowości Ras Kamboni.